# Sætraholmen
Sætraholmen ou Setrholmen est une île norvégienne du comté de Hordaland appartenant administrativement à Austevoll.

## Description
Rocheuse et couverte de quelques arbres, elle s'étend sur environ 203 m de longueur pour une largeur approximative de 138 m.
Habitée et reliée par une jetée, elle comporte un petit port de plaisance. 